# Paul Freiherr von Eltz-Rübenach
Paul Freiherr von Eltz-Rübenach (Wahn am Rhein, 9 febbraio 1875 – Linz am Rhein, 25 agosto 1943) è stato un politico tedesco, Ministro delle Poste (Reichspostminister) e Ministro dei Trasporti (Reichsminister für Verkehr) della Germania tra il 1932 ed il 1937.
Dopo aver servito brevemente (a partire dal 1º giugno 1932) in questi ruoli durante i cancellierati di Franz von Papen e Kurt von Schleicher, von Eltz-Rübenach, pur non essendo nazionalsocialista, mantenne la posizione durante il governo di Adolf Hitler. Il 2 febbraio 1937 venne rimpiazzato dai nazisti Julius Heinrich Dorpmüller al Ministero dei Trasporti e da Wilhelm Ohnesorge a quello delle Poste.